# Rivières (Tarn)
Rivières é uma comuna francesa na região administrativa da Occitânia, no departamento de Tarn. Estende-se por uma área de 9.57 km², e possui 1.056 habitantes, segundo o censo de 2018, com uma densidade de 110 hab/km².